# Nkran
El regne de Nkran (en català "Formiga") fou un dels sis regnes (quasi ciutats estats) del poble dels Gã o Gameis. Els reis portaven el títol de Gã Mantse. L'estat es va fundar a l'inici del segle xvi quan els portuguesos ja s'havien establert a la costa. Va estar sota influència de Portugal i després d'Holanda, però des del segle xviii pagava tribut als Aixantis. Quan Holanda va vendre les seves possessions a Gran Bretanya el 1871, els aixantis van envair la zona, el que va portar a la Guerra Anglo-Aixanti que va aniquilar el poder d'aquest regne el 1874. El regne de Nkran va ser inclòs en la colònia de Costa d'Or i ha subsistit com a regne tradicional.

## Reis
| Govern                           | sobirà (Ga Mantse)              | Notes                           |
| -------------------------------- | ------------------------------- | ------------------------------- |
| 1510                             | Fundació de l'estat gã de Nkran | Fundació de l'estat gã de Nkran |
| Dinastia Tunnmaa (o Dinastia We) |                                 |                                 |
| 1510 a 1680                      | Llista no disponible            |                                 |
| 1680 a 1700                      | Ayi                             |                                 |
| 1700 a 1733                      | Ayikuma Teiko Bah               |                                 |
| 1733 a 1739                      | Ofori Tibi                      |                                 |
| 1740 a 1782                      | Tetteh Ahene Akwa               |                                 |
| 1782 a 1785                      | Teiko Tsuru                     |                                 |
| 1787 a 1801                      | Sabah Osepree                   |                                 |
| 1802 a 1812                      | Amugi I                         |                                 |
| 1812 a 1823                      | Kudza Okai                      |                                 |
| 1823 a 1825                      | Adama Akuredze                  |                                 |
| 1825 a 1856                      | Tackie Kome I                   |                                 |
| 1856 a 1859                      | Ofoli Gakpo, Regent             |                                 |
| 1859 a 1862                      | Yaotey                          |                                 |
| 1862 a 1902                      | Tackie Tawia I                  |                                 |
| 1902 a 1904                      | Interregne                      |                                 |
| 1904 a 1918                      | Tackie Obilie I                 |                                 |
| 1918 a 1919                      | Interregne                      |                                 |
| 1919 a 1929                      | Tackie Yarboi                   |                                 |
| 1929 a 1933                      | Interregne                      |                                 |
| 1933 a 1943                      | Tackie Obilie II                |                                 |
| 1943 a 1944                      | Interregne                      |                                 |
| 1944 a 1947                      | Tackie Tawia II                 |                                 |
| 1947 a 1948                      | Interregne                      |                                 |
| 1948 a després de vers 1960      | Nii Tackie Kome II              |                                 |
| abans de vers 1989 a 2005        | Nii Amugi II                    |                                 |
| 2005 a 2007                      | Interrege                       |                                 |
| 2011 -                           | Nii Tackie Adama Latse II       |                                 |